# علاء الدين محمد الغباشي
علاء الدين محمد الغباشي هو أحد علماء الجامع الأزهر. وُلد يوم الأربعاء الموافق لـ 21 آب/أغسطس 1957 وعُيّن في عام 2000 باحثاً في مجمع البحوث الإسلامية بالقاهرة وفي عام 2001 تولى منصب إمام للمركز الإسلامي بولاية لاس فيغاس في الولايات المتحدة الأمريكية وفي عام 2006 تولى إمامة مسجد روما الكبير في إيطاليا حتى 2010.

## المواقف
كان من المفترضِ في عام 2008 زيارة المعبد اليهودي من قبل وفد من 	مسجد روما الكبير برئاسة علاء الدين محمد الغباشي ولكن أُلغيت الزيارة مما أثار وقتها جدلا كبيرا وقالت وسائل إعلام أنه تلقى أوامر من الأزهر بإلغائها احتجاجا على حصار غزة في ذلك الوقت.

## الوفاة
توفي علاء في يوم السبت الموافق 28 أيار/مايو 2011 بعد صراعٍ كبيرٍ مع المرض في إحدى المستشفيات بإيطاليا.